# 沙丘 (游戏)
《沙丘》（英語：Dune）是一款冒險戰略遊戲，改編自法蘭克·赫伯特的同名科幻小說《沙丘》。由Cryo互動开发，維珍遊戲发行。游戏描述了Atreides家族之子为对抗Harkonnen家族，联合Arrakis星球本地人采集香料，最终掌握星球控制权的故事。作为冒险类策略游戏，本作指挥与行动是分开的，依靠一组静态画面以及角色移动推进时间流逝而把整个游戏剧情贯穿起来。